# Alles für die Liebe
Alles für die Liebe (Originaltitel: Tout ça … pour ça!) ist eine französische Filmkomödie von Claude Lelouch aus dem Jahr 1993.

## Handlung
Lino, Henri Poncet und Jacques Grandin steht ein Gerichtsprozess bevor. Alle drei haben auf unterschiedliche Weise ihre Frau verloren und anschließend eine Bande gebildet:
Lino ist Kellner in einem Kaffeehaus. Er spielt leidenschaftlich gern, macht jedoch Schulden. Weil er sie nicht zurückzahlen kann, fängt er ein Verhältnis mit der Schwester des Schuldners, Esmeralda, an. Er verliebt sich bald tatsächlich in sie, spielt jedoch weiter, macht auf ihre Kosten Schulden und verkraftet es nicht, als sie sich von ihm abwendet. Am 14. Juli stürzt er sich vor Kummer in die Seine und lernt im Krankenhaus den Friseur Jacques Grandin kennen. Der liebt seine Frau Marilyne und die gemeinsame, asthmakranke Tochter Salomé abgöttisch. Als Frau und Tochter zur Kur sind, erhält er einen Anruf, dass seine Frau in der Ferne mit dem Kellner des Hotels fremdgeht. Vor Verzweiflung trinkt er eine Flasche Shampoo aus und landet im Krankenhaus. Er und Lino werden nach einer Weile entlassen. Jacques plant, seine Tochter heimlich zu sich zu holen und mit ihr und Lino nach Kanada auszuwandern. Er will zu diesem Zweck bei seiner Bank einen Kredit aufnehmen, doch verweigert ihm der Bankier das Geld. Kurzerhand überwältigt er ihn mit einem Brieföffner und nimmt 25.000 Francs, die gerade zur Prüfung abgegeben wurden, an sich. Mit Lino will er sich von Taxifahrer Henri zum Bahnhof fahren lassen. Henris Wagen gleicht einem Wohnmobil. Er verdient sich etwas Geld nebenbei, indem er Fahrgästen mit Schlafmittel versetzten Tee oder Kaffee anbietet und die schlafenden Gäste anschließend ausraubt und in Hinterhöfen liegenlässt.
Statt zum Bahnhof lassen sich beide zum Hotel fahren, in dem Maryline mit Salomé zur Kur weilt. Unterwegs erfahren sie, dass Jacques aufgrund seines Banküberfalls polizeilich gesucht wird. Kurzerhand machen sie gemeinsame Sache. Sie stehlen ein Wohnmobil und später in einem Restaurant die Tageseinnahmen. Anschließend entwenden sie als vermeintliche Fahnder zahlreiche 500-Francs-Scheine, die sie als Falschgeld ausgeben, und leben kostenfrei in einem Hotel, nachdem sie als falsche Vermesser erschienen waren, um die neue Strecke eines Hochgeschwindigkeitszugs zu vermessen. Ihr sorgenfreies Leben wird jäh gestoppt, als sie auf zwei Tramperinnen hereinfallen, die wiederum sie mit einem Trick ausrauben. Nun fahren sie zum Kurhotel, um Salomé zu holen. Lino und Henri geben sich als Michelin-Tester aus, doch erkennt ein Polizist im Hotel sie wieder und lässt die drei Männer verhaften.
Im Prozess ergibt sich eine besondere Richter-Verteidiger-Konstellation. Die Anwälte der drei Männer, Marie und Fabrice Lenormand, sind verheiratet. Marie wiederum hat mit dem Richter des Falls Francis Barrucq ein Verhältnis. Marie und Francis versuchen in einer Parallelhandlung ihr Verhältnis zu legitimieren, indem sie Fabrice und Francis’ Ehefrau Allessandra miteinander verkuppeln. Dies geht so weit, dass beide Paare gemeinsam eine Mont-Blanc-Besteigung durchführen, bei der Fabrice und Allessandra tatsächlich Interesse aneinander zeigen und auch später aus der Ferne immer leidenschaftlicher agieren. Am Ende ist es Marie, die den Überblick behält. Da Fabrice und Francis emotional angeschlagen in den Prozess gehen, setzt sie in der Verteidigung auf den Faktor Frau. Alle drei Männer werden auch mit Hilfe psychologischer Tricks als Opfer präsentiert, die einfach zu sehr geliebt haben. Der Richter hat ein Einsehen, und die Männer werden freigesprochen.

## Produktion
Alles für die Liebe wurde 1992 unter anderem in Paris, am Mont Blanc, auf der Île de Ré sowie im Kurort Thonon-les-Bains gedreht. Die Kostüme schuf Mimi Lempicka, das Szenenbild stammt von Laurent Tesseyre. Die Lieder im Film sind Ce petit chemin und Quand un vicomte von Mireille, J’ai connu de vous von Charles Trénet sowie La marche des tirailleurs von François Menichetti.
Der Film kam am 9. Juni 1993 in die französischen Kinos, wo er von 1.847.381 Zuschauern gesehen wurde. In Deutschland lief er erstmals am 19. Dezember 2001 im Ersten und kam am 5. Oktober 2005 im Rahmen der Claude-Lelouch-Edition auf DVD heraus.
Der Originaltitel Tout ça … pour ça! entspricht in etwa dem deutschen Ausdruck „Und das alles dafür?!“.

## Synchronisation
| Rolle            | Darsteller       | Synchronsprecher   |
| ---------------- | ---------------- | ------------------ |
| Marie            | Marie-Sophie L.  | Heike Schroetter   |
| Francis          | Francis Huster   | Joachim Tennstedt  |
| Fabrice          | Fabrice Luchini  | Wolfgang Ziffer    |
| Lino             | Vincent Lindon   | Udo Schenk         |
| Marilyne Grandin | Évelyne Bouix    | Irina von Bentheim |
| Zuckmeyer        | Jacques Spiesser | Frank-Otto Schenk  |

## Kritik
Der film-dienst nannte Alles für die Liebe eine „amüsante, gut gespielte Komödie, deren einzelne Erzählstränge perfekt ineinander greifen und die zum Nachdenken darüber anregt, was Paare trennt oder zusammenhält.“ „Ein charmanter Spaß“, urteilte Cinema.

## Auszeichnungen
Auf dem Montréal World Film Festival wurde Claude Lelouch 1993 als Bester Regisseur ausgezeichnet. Fabrice Luchini gewann 1994 für seine Darstellung des Fabrice Lenormand einen César als Bester Nebendarsteller.